# Yaft Abad
Yaft Abad est un quartier du sud-ouest de la capitale iranienne, Téhéran. Elle compte 2 500 000 habitants et compte un hôpital.

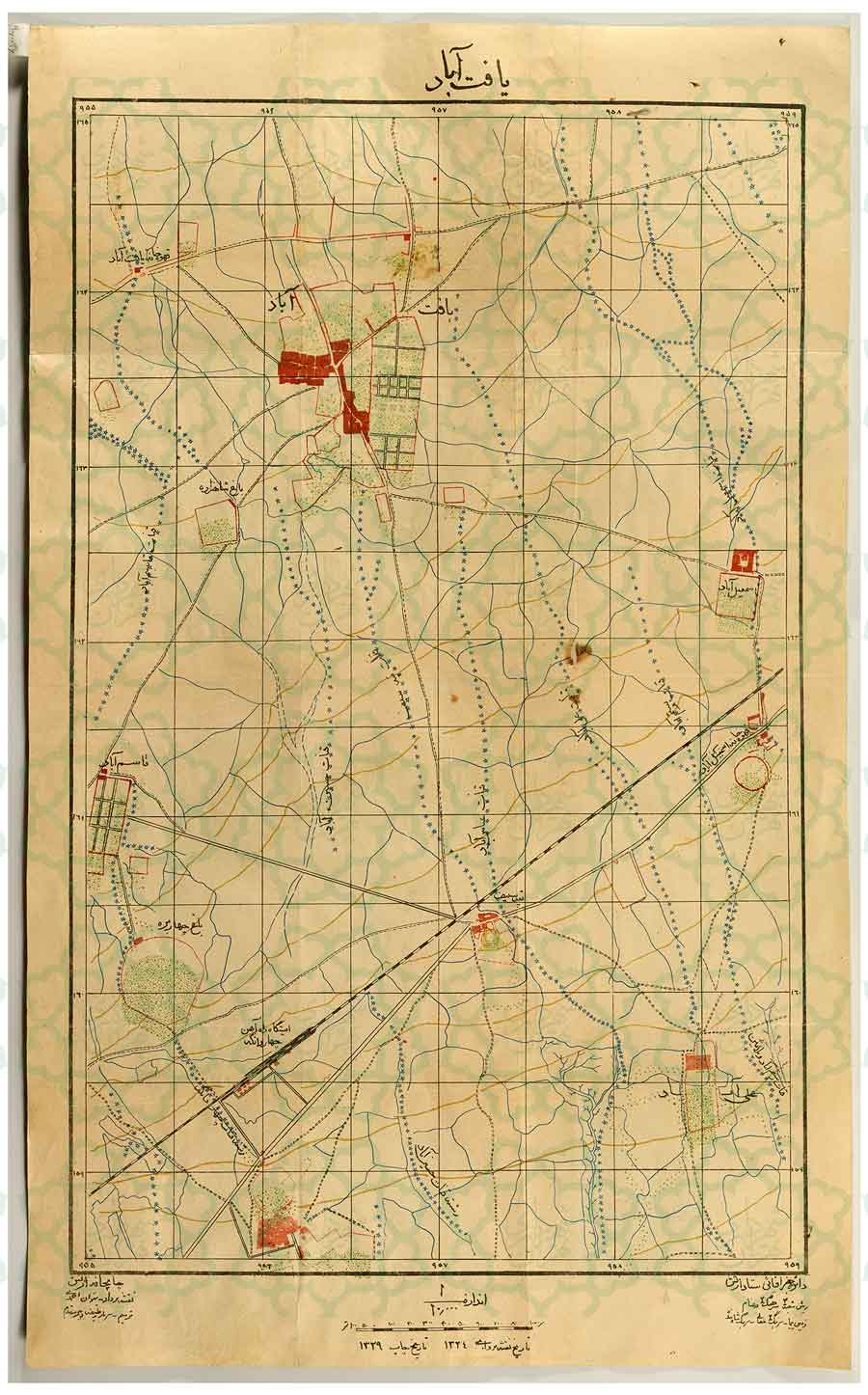
L'inscription de Yaftabad, 1329. Inscription Dushan Tepe